# Тэйт, Питер Гатри
Пи́тер Га́три Тэйт (Тэт) (англ. Peter Guthrie Tait; 28 апреля 1831, Далкит — 4 июля 1901, Эдинбург) — шотландский математик и физик. Член Эдинбургского королевского общества (1861).

## Биография
Питер Гатри Тэйт родился 28 апреля 1831 года в городке Далкит (область Мидлотиан на юго-востоке Шотландии). Его отец, Джон Тэйт, был секретарем Уолтера Скотта, 5-го герцога Бакклейха (см. Walter Montagu Douglas Scott, 5th Duke of Buccleuch). Первые элементы образования Питер получил в грамматической школе родного города. Однако, когда ему было шесть лет, отец умер, и потому семья (Питер, его мать и две сестры) переехала в Эдинбург к дяде Джону Рональдсону, банкиру. Дядя интересовался наукой, в частности астрономией, геологией и недавно открытой фотографией, и заинтересовал этими вещами своего племянника. Питер учился сначала в частной школе, а в 1841 году поступил в Эдинбургскую академию (см. Edinburgh Academy), где подружился с Джеймсом Клерком Максвеллом, учившимся в классе на год старше. Тэйт был одним из лучших учеников на протяжении всех шести лет учебы, увлекаясь сначала классическими дисциплинами, а затем математикой.
В ноябре 1847 года Тэйт поступил в Эдинбургский университет, где слушал лекции математика Филипа Келланда (Philip Kelland) и физика Джеймса Форбса. Однако уже через год он отправился в Кембридж, где учился в колледже Питерхаус, готовился к экзаменам под руководством Уильяма Хопкинса (см. William Hopkins). В январе 1852 года Питер сдал итоговый математический экзамен (Mathematical Tripos) с отличием (Senior Wrangler), а также был награждён премией Смита (см. Smith’s Prize). После двух лет преподавания в Кембридже, в сентябре 1854 года, Тэйт был приглашен на должность профессора математики Королевского колледжа в Белфасте (см. Queen’s University Belfast). Здесь он познакомился с ирландским физиком и химиком Томасом Эндрюсом, который привлек его к совместной экспериментальной работе, а также начал переписку с Уильямом Гамильтоном, автором концепции кватернионов.
В 1857 году Тэйт женился на Маргарет Арчер Портер, дочери преподобного Джеймса Портера, с сыновьями которого он учился в Кембридже. В 1859 году, после перехода Форбса в университет Сент-Эндрюс, освободилось место профессора натуральной философии Эдинбургского университета. Основными кандидатами были Максвелл и Тэйт. Предпочтение было отдано последнему, как более подходящему преподавателю для не слишком хороших студентов. В 1860 году он прибыл в Эдинбург, где оставался до конца жизни. С 1879 по 1901 год он являлся секретарем Эдинбургского королевского общества.
Тэйт был глубоко религиозным человеком, что нашло отражение в двух книгах, которые были написаны совместно с физиком Бальфуром Стюартом и преследовали цель «опровержения материализма научными методами». Тэйт также был известен своим британским патриотизмом, с предубеждением трактуя историю развития науки (это приводило его к столкновению с такими учеными как Рудольф Клаузиус и Джон Тиндаль).
Тэйт был отцом семерых детей. Один из сыновей, Фредди Тэйт (Frederick Guthrie Tait), был известным гольфистом, победителем различных любительских турниров (он погиб в 1900 году во время англо-бурской войны). Другой сын, Джон Тэйт (John Guthrie Tait), был также спортсменом, выступал за сборную Шотландии по регби.

## Научная деятельность

### Математика
Математические работы Тэйта посвящены в основном теории кватернионов, математической физике, топологии, теории функций, теории вероятностей. Являясь учеником и последователем Уильяма Гамильтона, он развивал кватернионный анализ как математический аппарат для нужд физики, был лидером в этом направлении. Знакомство Тэйта с взглядами Гамильтона состоялось в 1853 году, когда он прочел «Лекции по кватернионам» дублинского ученого. В августе 1858 года началась их дружеская переписка. Тогда же Тэйт впервые применил кватернионный дифференциальный анализ к физической проблеме — движению идеальной жидкости. В 1860 году он перевел на кватернионный язык результаты Германа Гельмгольца, подметившего аналогию между гидродинамикой и электромагнетизмом. В 1867 году Тэйт опубликовал «Элементарный трактат о кватернионах», использованный Максвеллом в своей работе над теорией электромагнитного поля.
В 1867 году Тэйт поставил эксперимент с кольцами дыма для проверки теоретического описания вихревых колец, данного в одной из работ Гельмгольца. Это положило начало его работе над теорией узлов, в которой также участвовали Уильям Томсон (будущий лорд Кельвин) и Максвелл. Особенно активно Тэйт взялся за эту тему в 1876—1877 годах, когда им было опубликовано семь статей по классификации узлов (в них он дошел до узлов с семью пересечениями). В 1880-е годы занимался анализом эквивалентных узлов с еще большим количеством пересечений (вплоть до десяти). Впоследствии он занимался проблемой четырех красок и даже утверждал, что решил её.
Им была доказана так называемая Теорема Тэйта — Кнезера о плоской кривой с монотонной кривизной.

### Физика
В физике Тэйт известен работами по термодинамике, электричеству, механике. В Белфасте он совместно с Томасом Эндрюсом экспериментально исследовал свойства озона, эффекты электрического разряда в кислороде и других газах. В 1862 году Тэйт вместе с Джеймсом Альфредом Ванклином (англ. James Alfred Wanklyn) изучал электричество, возникающее при испарении и закипании. В 1866 году вместе с Бальфуром Стюартом он начал работу по описанию нагрева быстро вращающегося диска.
В 1861 году Тэйт начал работу над большим трудом по математической физике. Вскоре к нему присоединился Уильям Томсон. Итогом стал «Трактат по натуральной философии», опубликованный в 1867 году и ставший одним из самых известных вкладов Тэйта в науку. Как писал Гамильтон Дикинсон,

Эта работа открыла новую эру и создала революцию в развитии науки. Впервые Т и T', как авторы называли себя, проследили до Ньютона концепцию «сохранения энергии», которая в то время только получала признание среди физиков, и они показали раз и навсегда, что «энергия» является фундаментальным физическим понятием и что «сохранение» — это её преобладающее и управляющее свойство.
Оригинальный текст (англ.)The work was epoch-making, and created a revolution in scientific development. For the first time T & T', as the authors called themselves, traced to Newton the concept of the 'conservation of energy' which was just then obtaining recognition among physicists, and they showed once and for all that 'energy' was the fundamental physical entity and that its 'conservation' was its predominant and all-controlling property.
— J. H. Hamilton Dickson. Peter Guthrie Tait // Dictionary of National Biography Second Supp. III. — London, 1912. — P. 471-474.
На протяжении ряда лет Тэйт занимался обработкой результатов глубоководных измерений экспедиции «Челленджера», в 1881 году предложил метод коррекции температур, учитывающий высокие давления на термометры. В 1886—1892 годах он активно занялся кинетической теорией газов, в частности дал доказательство теоремы о равнораспределении. В 1896 году Тэйт, будучи страстным гольфистом, написал классическую статью о траектории мячей для гольфа (эффект Магнуса).

## Награды
- Премия Смита (1852)
- Почетный член Эдинбургского математического общества (1883)
- Королевская медаль (1886)
- Почетный член Датской, Нидерландской, Шведской и Ирландской академий наук

## Основные публикации
- P. G. Tait, W. J. Steele. A treatise on dynamics of a particle. — London: Macmillan and co., 1856.
- P. G. Tait, W. Thomson. Treatise on natural philosophy. — Cambridge: University Press, 1867. — Т. 1.
- P. G. Tait, W. Thomson. Treatise on natural philosophy. — Cambridge: University Press, 1867. — Т. 2.
- P. G. Tait. An elementary treatise on quaternions. — Oxford: Clarendon Press, 1867.
- P. G. Tait. Sketch of Thermodynamics. — Edinburgh: Douglas, 1868.
- B. Stewart, P. G. Tait. The Unseen Universe. — London: Macmillan and co., 1875.
- P. G. Tait. Lectures on some recent advances in physical science. — London: Macmillan and co., 1876.
- B. Stewart, P. G. Tait. Paradoxical philosophy, a sequel to The unseen universe. — London: Macmillan and co., 1879.
- P. G. Tait. Heat. — London: Macmillan and co., 1884.
- P. G. Tait. Light. — Edinburgh: A. and C. Black, 1884.
- P. G. Tait. Properties of Matter. — Edinburgh: A. and C. Black, 1885.
- P. G. Tait. Scientific papers. — Cambridge: University Press, 1898. — Т. 1.
- P. G. Tait. Scientific papers. — Cambridge: University Press, 1898. — Т. 2.